# Scytinostromella
Scytinostromella är ett släkte av svampar. Enligt Catalogue of Life ingår Scytinostromella i ordningen Russulales, klassen Agaricomycetes, divisionen basidiesvampar och riket svampar, men enligt Dyntaxa är tillhörigheten istället familjen Stereaceae, ordningen Russulales, klassen Agaricomycetes, divisionen basidiesvampar och riket svampar.
|                  | Russulaceae |
|                  | |
|                  | Peniophoraceae |
|                  | |
|                  | Lachnocladiaceae |
|                  | |
|                  | Hybogasteraceae |
|                  | |
|                  | Hericiaceae |
|                  | |
|                  | Echinodontiaceae |
|                  | |
|                  | Bondarzewiaceae |
|                  | |
|                  | Auriscalpiaceae |
|                  | |
|                  | Amylostereaceae |
|                  | |
|                  | Albatrellaceae |
|                  | |
|                  | Stephanosporaceae |
|                  | |
|                  | Stereaceae |
|                  | |
|                  | Gloeopeniophorella |
|                  | |
|                  | Scopulodontia |
|                  | |
|                  | Haloaleurodiscus |
|                  | |
| Scytinostromella | \| \| Scytinostromella humifaciens \| \| \| \| \| \| Scytinostromella nannfeldtii \| \| \| \| \| \| Scytinostromella heterogenea \| \| \| \| \| \| Scytinostromella olivaceoalba \| \| \| \| |
|                  | \| \| Scytinostromella humifaciens \| \| \| \| \| \| Scytinostromella nannfeldtii \| \| \| \| \| \| Scytinostromella heterogenea \| \| \| \| \| \| Scytinostromella olivaceoalba \| \| \| \| |
|                  | Aleurocystidiellum |
|                  | |
|                  | Gloeoasterostroma |
|                  | |
|                  | Gloeohypochnicium |
|                  | |
|                  | Scytinostromella humifaciens |
|                  | |
|                  | Scytinostromella nannfeldtii |
|                  | |
|                  | Scytinostromella heterogenea |
|                  | |
|                  | Scytinostromella olivaceoalba |
|                  | |

|  | Scytinostromella humifaciens  |
|  |                               |
|  | Scytinostromella nannfeldtii  |
|  |                               |
|  | Scytinostromella heterogenea  |
|  |                               |
|  | Scytinostromella olivaceoalba |
|  |                               |